# XM1209 Command and Control Vehicle

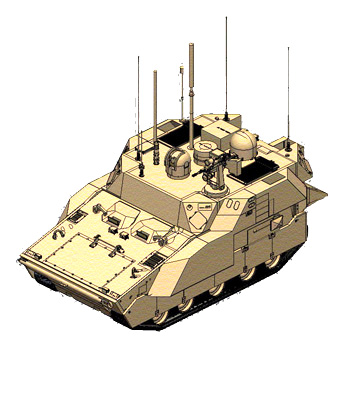
Eine Computergrafik eines Command and Control Vehicle

Das XM1209 Command and Control Vehicle (C2V) (deutsch: Kommando- und Kontrollfahrzeug) ist ein Projekt der United States Army. Es war Teil des Programms Future Combat Systems. Bei einer Realisierung wäre es Teil des militärischen Global Information Grids geworden. Das C2V betreibt das Informationsmanagement des Netzwerks, verteilt die Daten der Sensoren auf die verschiedenen Befehlshaber im Feld und übermittelt ihnen Anweisungen. Mit der Beendigung des FCS-Programms durch Verteidigungsminister Robert Gates wurde das Projekt eingestellt.

## Systembeschreibung
Das Command and Control Vehicle sollte die Daten der verschiedenen Sensoren auswerten und eine taktische Karte des Schlachtfelds erstellen. Dargestellt werden:
- Befreundete Einheiten
- Gegner
- Zivilisten
- Wetterbedingungen
- Geländebedingungen

Die Besatzung bestand aus zwei Mann zur Fahrzeugbedienung und vier Offizieren. Sie sollen via Sprechfunk, Video und einer Art E-Mail mit dem Rest des Netzwerks kommunizieren. Da das Fahrzeug nur leicht gepanzert war, sollten es abstandsaktive Schutzmaßnahmen vor Panzerabwehrwaffen schützen.